# Chris Marquette
Chris Marquette (født 3. oktober 1984 i Stuart, Florida i USA) er en amerikansk film- og tv-skuespiller.

## Udvalgt filmografi

### Film
- The Tic Code (1999) – Miles Caraday
- Up, Up and Away (2000) – Randy
- Freddy vs. Jason (2003) – Charlie Linderman
- The Girl Next Door (2004) – Eli Brooks
- Just Friends (2005) – Mike Brander
- Alpha Dog (2006) – Keith Stratten (baseret på Graham Pressley)
- American Gun (2006) – David Huttenson
- Remember the Daze (2007) – Felix
- The Education of Charlie Banks – (2007) – Danny
- Graduation (2007) – Carl Jenkins
- The Invisible (2007) – Pete Egan
- Life During Wartime (2009) – Billy
- Kid Cannabis (2009) – Nate Norman
- Race to Witch Mountain (2009) – Pope
- Infestation (2009) – Cooper
- Fanboys (2009) – Linus
- Ritualet (2011) – Eddie
- Broken Horses (2015) – Buddy Heckum

### Tv-serier
- Law & Order (7. sæson, afsnit 19; 1997) – Ricky
- Alletiders barnepige (6. sæson, afsnit 10; 1998) – Unge Maxwell Sheffield
- En engel ved min side (5. sæson, afsnit 24; 1999) – Tim
- Skadestuen (6. sæson, afsnit 6; 2000) – Marty
- Amys ret (2. sæson, afsnit 13; 2001) – Colin Ingram
- Pasadena (2001) – Mason McAllister
- Joan of Arcadia (2003–05) – Adam Rove
- Criminal Minds (6. sæson, afsnit 2; 2010) – Jimmy Barrett
- House (7. sæson, afsnit 17; 2011) – Danny